# Nematops microstoma
Nematops microstoma is een straalvinnige vissensoort uit de familie van schollen (Pleuronectidae). De wetenschappelijke naam van de soort is voor het eerst geldig gepubliceerd in 1880 door Günther.

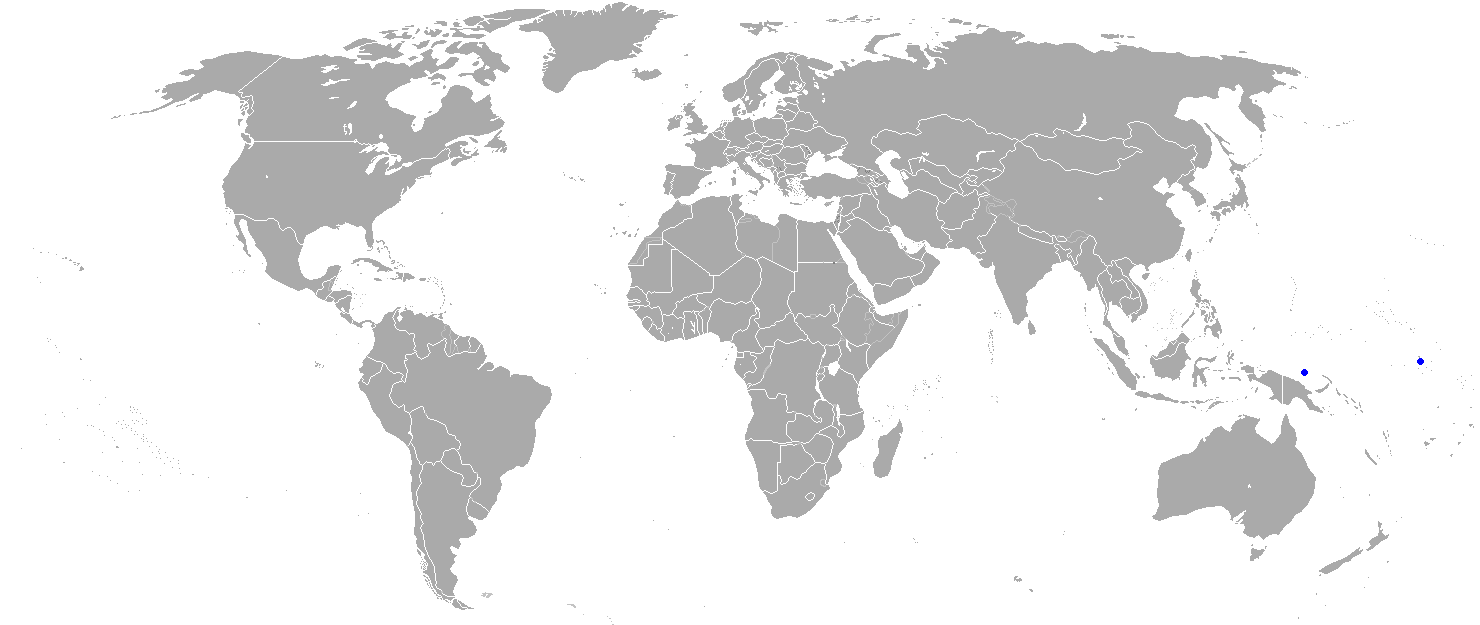
Verspreidingsgebied van Nematops microstoma